# Cymopterus glaucus
Cymopterus glaucus là một loài thực vật có hoa trong họ Hoa tán. Loài này được Nutt. mô tả khoa học đầu tiên năm 1834.